# Nati il 30 settembre

## XIII secolo(2)
- 1207 - Jalal al-Din Rumi, poeta e mistico persiano († 1273)
- 1227 - Papa Niccolò IV, papa, vescovo cattolico e cardinale italiano († 1292)

## XV secolo(4)
- 1404 - Anna di Borgogna, nobile francese († 1432)
- 1419 - Simone Beccadelli di Bologna, arcivescovo cattolico e politico italiano († 1465)
- 1422 - Barbara di Brandeburgo, nobile († 1481)
- 1437 - Drusiana Sforza, nobile († 1474)

## XVI secolo(10)
- 1530 - Girolamo Mercuriale, medico e filosofo italiano († 1606)
- 1537 - Gianfrancesco Morosini, cardinale italiano († 1596)
- 1550 - Michael Maestlin, astronomo e matematico tedesco († 1631)
- 1563 - Enno III della Frisia orientale, conte († 1625)
- 1572 - Denis-Simon de Marquemont, cardinale e arcivescovo cattolico francese († 1626)
- 1580 - Cristierno Gonzaga, nobile italiano († 1630)
- 1582 - Diego Gonzaga, nobile italiano († 1597)
- 1592 - Ippolito Aldobrandini, cardinale italiano († 1638)
- 1592 - Gridonia Gonzaga, religiosa italiana († 1650)
- 1596 - Alessandro Bichi, cardinale e vescovo cattolico italiano († 1657)

## XVII secolo(17)
- 1601 - Troilo IV de' Rossi, condottiero italiano († 1635)
- 1622 - Johann Sebastiani, musicista e compositore tedesco († 1683)
- 1638 - Massimiliano Filippo Girolamo di Baviera, principe tedesco († 1705)
- 1655 - Charles III de Rohan-Guéméné, nobile francese († 1727)
- 1658 - Elisabetta Eleonora di Brunswick-Wolfenbüttel, duchessa († 1729)
- 1663 - Vincenzo Rugeri, liutaio italiano († 1719)
- 1666 - Paolo Gerolamo Piola, pittore italiano († 1724)
- 1667 - Girolamo Crispi, arcivescovo cattolico italiano († 1746)
- 1672 - Jean L'Archevêque, esploratore, militare e mercante francese († 1720)
- 1678 - Franz Anton von Lamberg, principe, politico e generale austriaco († 1759)
- 1684 - Benedetto De Luca, vescovo cattolico italiano († 1750)
- 1688 - Francesco Maria II Pico della Mirandola, nobile italiano († 1747)
- 1689 - Jacques Aubert, compositore e violinista francese († 1753)
- 1696 - Jean François de La Clue-Sabran, ammiraglio francese († 1764)
- 1698 - Ignazio Michele Crivelli, cardinale e arcivescovo cattolico italiano († 1768)
- 1698 - Girolamo Lagomarsini, umanista e filologo italiano († 1773)
- 1700 - Stanislao Konarski, pedagogo, poeta e drammaturgo polacco († 1773)

## XVIII secolo(43)
- 1701 - Enrico Enriquez, cardinale e arcivescovo cattolico italiano († 1756)
- 1707 - Pietro Rotari, pittore italiano († 1762)
- 1710 - John Russell, IV duca di Bedford, politico britannico († 1771)
- 1712 - Paolo Massei, cardinale italiano († 1785)
- 1714 - Étienne Bonnot de Condillac, filosofo, enciclopedista e economista francese († 1780)
- 1717 - Giovanni Lodovico Bianconi, medico e antiquario italiano († 1781)
- 1725 - Antonio Herberstein, vescovo cattolico austriaco († 1774)
- 1729 - Stefano Domenico Sceriman, vescovo cattolico italiano († 1806)
- 1732 - Jacques Necker, politico e economista svizzero († 1804)
- 1734 - Giovanni Bovara, presbitero e politico italiano († 1812)
- 1737 - Morten Thrane Brünnich, zoologo e mineralogista danese († 1827)
- 1737 - Joseph Dreppe, pittore e incisore belga († 1810)
- 1741 - Josse-François-Joseph Benaut, organista, clavicembalista e compositore belga († 1794)
- 1741 - François Simonet de Coulmier, abate, psicoterapeuta e politico francese († 1818)
- 1743 - Jerónimo Francisco de Lima, compositore portoghese († 1822)
- 1743 - Christian Ehregott Weinlig, compositore e direttore di coro tedesco († 1813)
- 1747 - Friedrich Justin Bertuch, editore e scrittore tedesco († 1822)
- 1749 - Joseph Jérôme Siméon, politico francese († 1842)
- 1750 - Camillo Cattaneo della Volta, arcivescovo cattolico italiano († 1834)
- 1756 - Carlo Cottone, principe di Castelnuovo, politico italiano († 1829)
- 1757 - Brigida Banti, soprano italiano († 1806)
- 1757 - Michele Palmieri, vescovo cattolico italiano († 1842)
- 1758 - Aleksandr Matveevič Dmitriev-Mamonov, diplomatico russo († 1803)
- 1758 - Jean Joseph Guieu, generale francese († 1817)
- 1759 - Girolamo Bagnasco, scultore italiano († 1832)
- 1759 - Ivan Nikolaevič Ėssen, generale russo († 1813)
- 1763 - Francesco Torti, critico letterario italiano († 1842)
- 1765 - José María Morelos y Pavón, presbitero e patriota messicano († 1815)
- 1766 - Pierre Robinault de Saint-Régeant, militare francese († 1801)
- 1772 - Gennaro Serra di Cassano, patriota italiano († 1799)
- 1780 - Klementyna Czartoryska, nobile polacca († 1852)
- 1782 - Agostino Fantastici, architetto e scenografo italiano († 1845)
- 1783 - Ranieri Giuseppe d'Asburgo-Lorena, nobile austriaco († 1853)
- 1785 - Antonio Targioni Tozzetti, chimico e botanico italiano († 1856)
- 1785 - Ange Hyacinthe Maxence de Damas, generale, politico e nobile francese († 1862)
- 1788 - FitzRoy Somerset, I barone Raglan, generale britannico († 1855)
- 1794 - Karl Begas, pittore tedesco († 1854)
- 1794 - Louis-Émile Vanderburch, drammaturgo, librettista e saggista francese († 1862)
- 1795 - François-Norbert Blanchet, missionario e arcivescovo cattolico canadese († 1883)
- 1796 - Federica di Prussia, nobile († 1850)
- 1800 - Decimus Burton, architetto inglese († 1881)
- 1800 - Girolamo Hermosilla, vescovo cattolico spagnolo († 1861)
- 1800 - Friedrich Karl zu Schwarzenberg, austriaco († 1870)

## XIX secolo(164)
- 1801 - Jean-Léonard Lugardon, pittore svizzero († 1884)
- 1802 - Antoine Jérôme Balard, chimico francese († 1876)
- 1802 - Adolphe de Leuven, drammaturgo e librettista francese († 1884)
- 1803 - Karolina Andriette Ahlsell, svedese († 1889)
- 1803 - Mihael Stroj, pittore sloveno († 1871)
- 1805 - Samuel P. Heintzelman, generale statunitense († 1880)
- 1807 - Agustín Jerónimo de Iturbide, principe messicano († 1866)
- 1810 - Vincenzo Abati, patriota e avvocato italiano († 1892)
- 1811 - Claude Théodore Decaen, generale francese († 1870)
- 1811 - Augusta di Sassonia-Weimar-Eisenach, principessa e imperatrice († 1890)
- 1813 - Carlo Ferrari, pittore italiano († 1871)
- 1813 - John Rae, esploratore britannico († 1893)
- 1813 - Carlo di Schleswig-Holstein-Sonderburg-Glücksburg, nobile († 1878)
- 1815 - Vladimir Dmitrievič Golicyn, ufficiale russo († 1888)
- 1817 - Angelo Minich, politico italiano († 1893)
- 1822 - Henry Perrin Coon, politico, insegnante e medico statunitense († 1884)
- 1823 - Ernest Desjardins, epigrafista, archeologo e geografo francese († 1886)
- 1823 - Vinzenz Maria Gredler, entomologo, botanico e naturalista austriaco († 1912)
- 1825 - Josef Dachs, pianista austriaco († 1896)
- 1826 - Gaetano Aloisi Masella, cardinale italiano († 1902)
- 1827 - Carlo Alfieri di Sostegno, politico italiano († 1897)
- 1827 - Joseph Huet, zoologo francese († 1903)
- 1828 - Giuseppe Gerbaix de Sonnaz, politico italiano († 1905)
- 1828 - Lahiri Mahasaya, filosofo, religioso e mistico indiano († 1895)
- 1828 - József Samassa, cardinale e arcivescovo cattolico ungherese († 1912)
- 1829 - Franz Reuleaux, ingegnere meccanico tedesco († 1905)
- 1831 - Joseph Delboeuf, psicologo e filosofo belga († 1896)
- 1831 - Frederick Richards Leyland, armatore e collezionista d'arte britannico († 1892)
- 1832 - Frederick Roberts, I conte Roberts, generale britannico († 1914)
- 1833 - Heinrich Jordan, filologo classico tedesco († 1886)
- 1833 - Edwin Theodor Saemisch, oculista tedesco († 1909)
- 1834 - Andreas Heusler, giurista svizzero († 1921)
- 1835 - Antonio Rossi, patriota italiano († 1876)
- 1835 - Tommaso Salvadori, ornitologo e patriota italiano († 1923)
- 1836 - Remigio Morales Bermúdez, politico peruviano († 1894)
- 1840 - Johan Svendsen, compositore, direttore d'orchestra e violinista norvegese († 1911)
- 1840 - Jean-Georges Vibert, pittore e drammaturgo francese († 1902)
- 1841 - Mariannina Coffa, poetessa italiana († 1878)
- 1842 - Luigi Bernardi Patrizi, politico italiano († 1916)
- 1842 - Pëtr Grigor'evič Zaičnevskij, rivoluzionario russo († 1896)
- 1843 - Matilde di Baviera, duchessa († 1925)
- 1845 - Donato Velluti Zati di San Clemente, arcivescovo cattolico italiano († 1927)
- 1847 - Wilhelmina Drucker, attivista olandese († 1925)
- 1847 - Vilma Hugonnai, medico ungherese († 1922)
- 1847 - Wincenty Kluczyński, arcivescovo cattolico polacco († 1917)
- 1848 - Giacomo Calegari, pittore italiano († 1915)
- 1848 - Julius Kaftan, teologo tedesco († 1926)
- 1850 - Maximilian Braun, anatomista e zoologo tedesco († 1930)
- 1850 - Babette von Bülow, scrittrice tedesca († 1927)
- 1851 - Carlo Anadone, fotografo italiano († 1941)
- 1852 - Charles Villiers Stanford, compositore e direttore d'orchestra irlandese († 1924)
- 1853 - David Hunter Blair, scrittore e abate scozzese († 1939)
- 1854 - Léon-Gustave Ravanne, pittore e fotografo francese († 1904)
- 1855 - Frank Arah Day, politico statunitense († 1928)
- 1855 - Ljudmila Aleksandrovna Volkenštejn, rivoluzionaria russa († 1906)
- 1856 - Naile Sultan, principessa ottomana († 1882)
- 1857 - Charles R. Miller, politico statunitense († 1927)
- 1857 - Hermann Sudermann, scrittore e drammaturgo tedesco († 1928)
- 1858 - Antonio De Viti De Marco, economista e politico italiano († 1943)
- 1859 - Elek Benedek, scrittore, giornalista e pubblicista ungherese († 1929)
- 1859 - Park Eun-shik, politico sudcoreano († 1925)
- 1860 - Vincenzo Irolli, pittore italiano († 1949)
- 1861 - Morgan Robertson, scrittore e inventore statunitense († 1915)
- 1861 - Sofía Casanova, poetessa e giornalista spagnola († 1958)
- 1863 - Giovanni Battista Carpanetto, pittore e pubblicitario italiano († 1928)
- 1863 - Reinhard Scheer, ammiraglio tedesco († 1928)
- 1863 - Percy Walters, calciatore inglese († 1936)
- 1864 - Themistocles Zammit, archeologo e storico maltese († 1935)
- 1865 - Lucien Lévy-Dhurmer, pittore, scultore e ceramista francese († 1953)
- 1865 - Roland Heinrich Scholl, chimico svizzero († 1945)
- 1866 - Paride Pascucci, pittore italiano († 1954)
- 1867 - Gian Pietro Lucini, poeta, scrittore e critico letterario italiano († 1914)
- 1867 - Victoriano Salado Álvarez, politico e giornalista messicano († 1931)
- 1867 - Konstantin Žostov, generale bulgaro († 1916)
- 1868 - Pierina Legnani, ballerina italiana († 1930)
- 1868 - William Metzger, imprenditore statunitense († 1933)
- 1868 - José Serrato, economista, ingegnere e politico uruguaiano († 1960)
- 1869 - Guido Chelotti, ammiraglio italiano († 1927)
- 1870 - Louis Mussillon, alpinista italiano († 1958)
- 1870 - Jean Baptiste Perrin, fisico francese († 1942)
- 1871 - Luis Medina Barrón, generale e diplomatico messicano († 1937)
- 1871 - Adolphe Stoclet, ingegnere belga († 1949)
- 1873 - Harry Reginald Hall, egittologo e archeologo inglese († 1930)
- 1874 - Matt Kingsley, calciatore inglese († 1960)
- 1875 - Fred Fisher, cantautore statunitense († 1942)
- 1875 - Paolo Maranini, giornalista e sindacalista italiano († 1941)
- 1875 - Adriano Marinetti, militare e politico italiano († 1954)
- 1875 - Olivia Rossetti Agresti, scrittrice, traduttrice e editrice inglese († 1960)
- 1876 - Camillo Grossi, generale e politico italiano († 1941)
- 1876 - Caryl ap Rhys Pryce, militare e rivoluzionario gallese († 1955)
- 1877 - Percival Davson, schermidore e tennista britannico († 1959)
- 1877 - Ernst Mohr, ginnasta e multiplista tedesco († 1916)
- 1878 - Ettore Archinti, scultore e politico italiano († 1944)
- 1878 - Santorre Debenedetti, filologo e critico letterario italiano († 1948)
- 1878 - George Holt, attore, regista e sceneggiatore statunitense († 1944)
- 1878 - Karl Zörgiebel, politico tedesco († 1961)
- 1879 - Henri Casadesus, violista e compositore francese († 1947)
- 1879 - Johan Falkberget, scrittore norvegese († 1967)
- 1879 - Maria Marta di Gesù Wołowska, religiosa polacca († 1942)
- 1882 - George Bancroft, attore statunitense († 1956)
- 1882 - Hans Wilhelm Geiger, fisico tedesco († 1945)
- 1882 - Charles Lawrance, ingegnere e imprenditore statunitense († 1950)
- 1883 - Edwin Corning, imprenditore e politico statunitense († 1934)
- 1883 - Louis Fage, biologo, speleologo e aracnologo francese († 1964)
- 1883 - Arthur Gingell, lottatore britannico († 1947)
- 1883 - Robert Lightfoot, presbitero e teologo britannico († 1953)
- 1883 - Nora Stanton Blatch Barney, ingegnere e architetto inglese († 1971)
- 1883 - Erik Norberg, ginnasta svedese († 1954)
- 1883 - Bernhard Rust, politico tedesco († 1945)
- 1884 - Bessie Barriscale, attrice statunitense († 1965)
- 1884 - Giorgio Mannini, regista e sceneggiatore italiano († 1953)
- 1884 - Carl Pedersen, canottiere danese († 1968)
- 1884 - Adeodato Piazza, cardinale e patriarca cattolico italiano († 1957)
- 1885 - Angelo Cerica, generale e politico italiano († 1961)
- 1885 - Vittorio Lugli, scrittore, giornalista e critico letterario italiano († 1968)
- 1886 - Antonio Banfi, filosofo, politico e critico letterario italiano († 1957)
- 1886 - William Langer, politico e avvocato statunitense († 1959)
- 1886 - Wilhelm Marschall, ammiraglio tedesco († 1976)
- 1887 - Lil Dagover, attrice tedesca († 1980)
- 1887 - Giulio Volpe, militare italiano († 1917)
- 1888 - Joseph C. Boyle, regista statunitense († 1972)
- 1888 - Louis Lecoin, attivista, sindacalista e anarchico francese († 1971)
- 1888 - Masako, principessa Takeda, principessa giapponese († 1940)
- 1889 - Nino Cesarini, modello italiano († 1943)
- 1889 - Archibald Christie, militare e imprenditore britannico († 1962)
- 1889 - Gaston Ramon, biologo e veterinario francese († 1963)
- 1890 - Hans Alterthum, chimico tedesco († 1955)
- 1890 - Chieko Higashiyama, attrice giapponese († 1980)
- 1890 - Lewis Seiler, regista e sceneggiatore statunitense († 1964)
- 1891 - Vittorino Era, militare italiano († 1937)
- 1891 - Vittorio Giovine, generale e aviatore italiano († 1982)
- 1891 - Otto Schmidt, scienziato, esploratore e enciclopedista sovietico († 1956)
- 1892 - Richard Peirse, generale e aviatore inglese († 1970)
- 1892 - Adolph Wold, calciatore norvegese († 1976)
- 1893 - Valdemar Bøggild, ginnasta danese († 1943)
- 1893 - Madre Speranza di Gesù, religiosa spagnola († 1983)
- 1893 - Otto Wernicke, attore e doppiatore tedesco († 1965)
- 1894 - Dirk Jan Struik, matematico olandese († 2000)
- 1895 - Lewis Milestone, regista, sceneggiatore e produttore cinematografico russo († 1980)
- 1895 - Hari Singh, principe indiano († 1961)
- 1895 - Valda Valkyrien, ballerina e attrice danese († 1956)
- 1895 - Aleksandr Michajlovič Vasilevskij, generale e politico sovietico († 1977)
- 1896 - Peter Hansen, generale tedesco († 1967)
- 1897 - Bengt Bengtsson, ginnasta svedese († 1977)
- 1897 - Charlotte Wolff, psicologa tedesca († 1986)
- 1898 - Renée Adorée, attrice francese († 1933)
- 1898 - Emilio Bongioanni, militare italiano († 1918)
- 1898 - Fred Ewer, calciatore inglese († 1971)
- 1898 - Paul S. Fox, scenografo statunitense († 1972)
- 1898 - Charlotte Grimaldi, nobile († 1977)
- 1898 - Nikolaus Gross, giornalista tedesco († 1945)
- 1898 - Felix Kersten, fisioterapista finlandese († 1960)
- 1898 - Hans Wölpert, sollevatore tedesco († 1957)
- 1899 - Alfonso Artiaco, politico italiano († 1956)
- 1899 - Donald Johnston, canottiere statunitense († 1984)
- 1899 - Hendrik Marsman, poeta olandese († 1940)
- 1899 - Willie Pease, calciatore inglese († 1955)
- 1899 - Giovanni Plazzer, canottiere italiano († 1983)
- 1899 - Henri Robert, profumiere francese († 1987)
- 1899 - Henri Willems, bobbista belga
- 1900 - Pedro Arispe, calciatore uruguaiano († 1960)
- 1900 - Tomaso Buzzi, architetto italiano († 1981)
- 1900 - Georges De Spae, calciatore belga († 1974)
- 1900 - Widgey R. Newman, regista e attore britannico († 1944)

## XX secolo(919)
- 1901 - Marguerite Bernes, religiosa francese († 1996)
- 1901 - Helia Bravo Hollis, botanica messicana († 2001)
- 1901 - Federico Busini, calciatore italiano († 1981)
- 1901 - Philip Dorn, attore olandese († 1975)
- 1901 - Cesare Fagiani, poeta italiano († 1965)
- 1901 - Noemi Gabrielli, storica dell'arte, museologa e funzionaria italiana († 1979)
- 1901 - Oskar Ritter, calciatore tedesco († 1985)
- 1901 - Kees van der Zalm, calciatore olandese († 1957)
- 1902 - Gerónimo del Campo, calciatore spagnolo († 1967)
- 1902 - Victor Farvacques, calciatore francese († 1940)
- 1902 - Alan Mansfield, avvocato australiano († 1980)
- 1902 - Mario Marcazzan, critico letterario italiano († 1967)
- 1902 - Tito Mistrali, allenatore di calcio e calciatore italiano († 1992)
- 1902 - Max Neuenschwander, calciatore svizzero († 1973)
- 1902 - Ryūzō Shimizu, calciatore giapponese
- 1902 - Siegmund Warburg, banchiere tedesco († 1982)
- 1903 - Ettore Campogalliani, compositore e pianista italiano († 1992)
- 1903 - Sidney Farber, patologo statunitense († 1973)
- 1903 - Bruno Mondi, direttore della fotografia tedesco († 1991)
- 1903 - Alice Orlowski, militare e criminale di guerra tedesca († 1976)
- 1903 - Carlo Enrico Rava, architetto italiano († 1986)
- 1904 - Renzo Fubini, economista italiano († 1944)
- 1904 - Umberto Massola, attivista e politico italiano († 1978)
- 1904 - Waldo Williams, poeta britannico († 1971)
- 1905 - Savitri Devi, scrittrice e poetessa greca († 1982)
- 1905 - Pasquale Ermini, pilota automobilistico e imprenditore italiano († 1958)
- 1905 - Mikko Husu, fondista finlandese († 1977)
- 1905 - Nevill Francis Mott, fisico inglese († 1996)
- 1905 - Bobby Pearce, canottiere australiano († 1976)
- 1905 - Michael Powell, regista e sceneggiatore inglese († 1990)
- 1906 - Aldo Barbieri, calciatore italiano († 1996)
- 1906 - Angelo Bioletto, fumettista italiano († 1986)
- 1906 - Alfredo Bruniera, arcivescovo cattolico italiano († 2000)
- 1906 - Josef Čtyřoký, calciatore cecoslovacco († 1985)
- 1906 - Mireille Hartuch, compositrice, cantante e attrice francese († 1996)
- 1906 - John Innes Mackintosh Stewart, scrittore e critico letterario scozzese († 1994)
- 1907 - Pilo Albertelli, partigiano italiano († 1944)
- 1907 - Rudolf Jugert, regista tedesco († 1979)
- 1907 - Joseph Kramm, drammaturgo statunitense († 1991)
- 1907 - Salvatore Valitutti, politologo e politico italiano († 1992)
- 1908 - Antonio Busin, calciatore italiano
- 1908 - Otello Cirri, pittore italiano († 1982)
- 1908 - Lew Hayman, allenatore di football americano, dirigente sportivo e allenatore di pallacanestro statunitense († 1984)
- 1908 - David Fëdorovič Ojstrach, violinista sovietico († 1974)
- 1908 - Klaus Patau, biologo tedesco († 1975)
- 1908 - Narciso Riet, predicatore italiano († 1944)
- 1908 - Umberto Segre, politologo, filosofo e antifascista italiano († 1969)
- 1909 - Artur de Sousa, calciatore portoghese († 1963)
- 1909 - Patrick W. Skehan, linguista statunitense († 1980)
- 1909 - Uberto di Prussia, principe tedesco († 1950)
- 1910 - Michael Adeane, ufficiale britannico († 1984)
- 1910 - Arnold Kieffer, calciatore lussemburghese († 1991)
- 1911 - Gustave Gilbert, psicologo statunitense († 1977)
- 1911 - Arnold Machin, scultore britannico († 1999)
- 1911 - Pedro Pireza, calciatore portoghese († 1989)
- 1911 - David Rapaport, psicologo e psicoanalista ungherese († 1960)
- 1911 - Edgars Rūja, cestista e calciatore lettone († 1942)
- 1912 - Giuseppe Maria Badía Mateu, religioso spagnolo († 1936)
- 1912 - Alberto Batignani, pallanuotista e nuotatore uruguaiano
- 1912 - Tat'jana Borisovna Berezanceva, regista cinematografico sovietica († 1994)
- 1912 - Niek Michel, calciatore olandese († 1971)
- 1912 - Leonida Suzzi Valli, docente e politico sammarinese († 1982)
- 1912 - Carmela Toso, ginnasta e nuotatrice italiana († 2002)
- 1913 - Cholly Atkins, ballerino statunitense († 2003)
- 1913 - Samuel Eilenberg, matematico polacco († 1998)
- 1913 - Bill Walsh, fumettista e sceneggiatore statunitense († 1975)
- 1914 - Luciano Benassi, calciatore italiano
- 1914 - Ivo Colucci, ingegnere e progettista italiano
- 1914 - Lucy D'Albert, soubrette, ballerina e attrice russa († 1984)
- 1914 - Mario Rossi, vescovo cattolico italiano († 1988)
- 1915 - Lester Maddox, politico e imprenditore statunitense († 2003)
- 1915 - Zbigniew Resich, politico, magistrato e cestista polacco († 1989)
- 1915 - Angelo Rossi, partigiano e attivista italiano († 1987)
- 1916 - Renato Candida, carabiniere italiano († 1988)
- 1916 - Richard K. Guy, matematico e compositore di scacchi britannico († 2020)
- 1916 - Raimondo Selli, geologo e oceanografo italiano († 1983)
- 1917 - Chacrinha, showman, conduttore radiofonico e attore brasiliano († 1988)
- 1917 - Jurij Petrovič Ljubimov, attore e regista sovietico († 2014)
- 1917 - Buddy Rich, batterista statunitense († 1987)
- 1917 - Harold Rosenthal, saggista e critico musicale inglese († 1987)
- 1917 - Austin Willis, attore canadese († 2004)
- 1918 - Giovanni Canestri, cardinale e arcivescovo cattolico italiano († 2015)
- 1918 - Laura Gore, attrice italiana († 1957)
- 1918 - Karl Kerbach, calciatore austriaco († 1994)
- 1918 - Aldo Parisot, violoncellista e docente brasiliano († 2018)
- 1918 - René Rémond, storico e politologo francese († 2007)
- 1919 - Roberto Bonomi, pilota automobilistico argentino († 1992)
- 1919 - Mara Carisi, modella e attrice italiana († 1979)
- 1919 - Elizaveta Grigor'evna Gilel's, violinista e insegnante sovietica († 2008)
- 1919 - Cecil Green, pilota automobilistico statunitense († 1951)
- 1919 - Bernfried Leiber, medico tedesco († 2003)
- 1919 - Aldo Mainardi, calciatore italiano
- 1919 - Patricia Neway, attrice e soprano statunitense († 2012)
- 1919 - Miro Tremolada, calciatore italiano († 1991)
- 1919 - Vera Vološina, partigiana sovietica († 1941)
- 1920 - Ermenegildo Andrian, calciatore e allenatore di calcio italiano († 2006)
- 1920 - Franco Cristofori, giornalista e scrittore italiano († 2003)
- 1920 - Albano Luisetto, calciatore italiano († 1983)
- 1920 - Zhang Ailing, scrittrice, saggista e sceneggiatrice cinese († 1995)
- 1921 - Sagramor de Scuvero Brandão, attrice, conduttrice radiofonica e politica brasiliana († 1995)
- 1921 - Roger Chupin, ciclista su strada francese († 2002)
- 1921 - Deborah Kerr, attrice britannica († 2007)
- 1921 - Olinto Landini, sindacalista e politico italiano († 1969)
- 1921 - Gianadelio Maletti, generale italiano († 2021)
- 1921 - Stanisław Kazimierz Nagy, cardinale e arcivescovo cattolico polacco († 2013)
- 1921 - Lucien Pasteur, calciatore svizzero († 1980)
- 1922 - Majhemout Diop, politico e storico senegalese († 2007)
- 1922 - Lamont Johnson, regista e attore statunitense († 2010)
- 1922 - Michel Lemoine, attore e regista francese († 2013)
- 1922 - Hrishikesh Mukherjee, regista indiano († 2006)
- 1922 - Oscar Pettiford, contrabbassista e violoncellista statunitense († 1960)
- 1923 - Corrado Agusta, imprenditore italiano († 1989)
- 1923 - Giuseppe Campora, tenore italiano († 2004)
- 1923 - Vera Charitonova, cestista e allenatrice di pallacanestro sovietica († 2003)
- 1923 - Giuseppe Colombo, presbitero e teologo italiano († 2005)
- 1923 - Silvano Dalle Vacche, calciatore italiano († 2008)
- 1923 - Arturo Rivera Damas, arcivescovo cattolico salvadoregno († 1994)
- 1923 - Donald Swann, compositore e cantante britannico († 1994)
- 1924 - Truman Capote, scrittore, sceneggiatore e drammaturgo statunitense († 1984)
- 1924 - Sergio Centi, cantante e attore italiano († 2002)
- 1924 - Bill Nunn, giornalista statunitense († 2014)
- 1925 - Lew Allen, generale statunitense († 2010)
- 1925 - Jorma Vaihela, calciatore finlandese († 2006)
- 1925 - Vera Vasil'eva, attrice sovietica († 2023)
- 1926 - Robert Breer, regista statunitense († 2011)
- 1926 - Heino Kruus, cestista e allenatore di pallacanestro sovietico († 2012)
- 1926 - Ladislav Putyera, allenatore di calcio e calciatore cecoslovacco († 2004)
- 1926 - Robin Roberts, giocatore di baseball statunitense († 2010)
- 1926 - Eric Stanton, illustratore e fumettista statunitense († 1999)
- 1927 - Robert Fuest, regista, sceneggiatore e scenografo inglese († 2012)
- 1927 - W.S. Merwin, poeta statunitense († 2019)
- 1927 - David Weiss Halivni, rabbino, teologo e educatore statunitense († 2022)
- 1927 - Ligio Zanini, poeta e scrittore italiano († 1993)
- 1928 - Emilio Caprile, calciatore italiano († 2020)
- 1928 - Bartolo Ciccardini, politico e giornalista italiano († 2014)
- 1928 - Tita Duran, attrice filippina († 1990)
- 1928 - Lawrence Hogan, politico e avvocato statunitense († 2017)
- 1928 - Takeshi Inoue, calciatore giapponese († 1992)
- 1928 - Elie Wiesel, scrittore, giornalista e saggista rumeno († 2016)
- 1929 - Abdulichat Umarovič Abbasov, ammiraglio sovietico († 1996)
- 1929 - Abdellatief Abouheif, nuotatore egiziano († 2008)
- 1929 - Kjell Askildsen, scrittore norvegese († 2021)
- 1929 - Béla Kárpáti, allenatore di calcio e calciatore ungherese († 2003)
- 1929 - Mir Hazar Khan Khoso, politico pakistano († 2021)
- 1929 - Gerhard Marotzke, ex calciatore tedesco orientale
- 1929 - Oscar Serfilippi, vescovo cattolico italiano († 2006)
- 1929 - Dorothee Sölle, teologa e scrittrice tedesca († 2003)
- 1929 - Kazuko Takatsukasa, principessa giapponese († 1989)
- 1929 - Hal Uplinger, cestista e produttore televisivo statunitense († 2011)
- 1930 - Vitor Alves, militare e politico portoghese († 2011)
- 1930 - Giampaolo Dossena, giornalista e scrittore italiano († 2009)
- 1930 - Marina Miranda, attrice, comica e umorista brasiliana († 2021)
- 1931 - Rafael Barretto, cestista filippino († 1999)
- 1931 - Milko Bobocov, scacchista bulgaro († 2000)
- 1931 - Giuseppe Calò, mafioso italiano
- 1931 - Angie Dickinson, attrice statunitense
- 1931 - Franciszek Gąsienica Groń, combinatista nordico polacco († 2014)
- 1931 - Horst Klauck, calciatore tedesco († 1985)
- 1931 - Italo Rizzi, direttore d'orchestra e violoncellista italiano
- 1931 - Vladimiro Tomasi, pittore italiano († 2011)
- 1931 - Nil Tun Maung, sollevatore birmano († 2024)
- 1932 - Antoinette Bower, attrice statunitense
- 1932 - Shintarō Ishihara, scrittore e politico giapponese († 2022)
- 1932 - Karl Ringel, calciatore tedesco († 2024)
- 1933 - Michel Aoun, generale e politico libanese
- 1933 - Daniel Colin, politico francese († 2019)
- 1933 - Ben Cooper, attore statunitense († 2020)
- 1933 - János Flesch, scacchista ungherese († 1983)
- 1933 - Jonathan Gash, scrittore britannico
- 1933 - Cissy Houston, cantante statunitense († 2024)
- 1933 - Illja Kabakov, artista sovietico († 2023)
- 1933 - Antonio Mamone, militare italiano († 1961)
- 1933 - Ronnie Nolan, calciatore irlandese († 2023)
- 1933 - Michael Parenti, saggista, storico e politologo statunitense
- 1933 - Pasquale Santoro, pittore italiano († 2022)
- 1934 - Alan A'Court, calciatore e allenatore di calcio inglese († 2009)
- 1934 - Andre Béteille, sociologo e saggista indiano
- 1934 - Giovanni Boi, politico e sindacalista italiano († 2016)
- 1934 - Enzo Degani, filologo classico, grecista e lessicografo italiano († 2000)
- 1934 - Marco Dezzi Bardeschi, ingegnere e architetto italiano († 2018)
- 1934 - Udo Jürgens, cantante e attore austriaco († 2014)
- 1934 - Anna Kashfi, modella e attrice britannica († 2015)
- 1935 - Jill Corey, cantante statunitense († 2021)
- 1935 - René Farwig, ex sciatore alpino boliviano
- 1935 - Luboš Fišer, compositore ceco († 1999)
- 1935 - Johnny Mathis, cantante statunitense
- 1935 - Alessandro Pace, costituzionalista e avvocato italiano († 2025)
- 1936 - Edgardo González, calciatore uruguaiano († 2007)
- 1936 - Meg Johnson, attrice e cantante britannica († 2023)
- 1936 - Theo Püll, altista tedesco († 2023)
- 1936 - Peter Stiegnitz, sociologo ungherese († 2017)
- 1937 - Nancy Ames, cantante e cantautrice statunitense
- 1937 - Jurek Becker, scrittore e sceneggiatore polacco († 1997)
- 1937 - Daniel Filho, attore, regista e produttore cinematografico brasiliano
- 1937 - Johannes Grützke, pittore e illustratore tedesco († 2017)
- 1937 - Gary Hocking, pilota motociclistico rhodesiano († 1962)
- 1937 - Valentyn Syl'vestrov, pianista e compositore ucraino
- 1938 - Germán Aceros, calciatore colombiano († 2018)
- 1938 - Carlo Brugnami, ciclista su strada italiano († 2018)
- 1938 - Martin Clark, scrittore e storico britannico († 2017)
- 1938 - Alfred Cuschieri, chirurgo maltese
- 1938 - Angelo Damiano, ex ciclista su strada e pistard italiano
- 1938 - Dmitrij Dolinin, regista sovietico
- 1938 - Sergio Maccagnan, direttore di coro italiano († 2014)
- 1938 - Peter Martell, attore italiano († 2010)
- 1938 - Ulrich Rückriem, artista tedesco
- 1938 - Kees Vlak, musicista e compositore olandese († 2014)
- 1939 - Roberto Barni, pittore e scultore italiano
- 1939 - Albino Bizzotto, presbitero italiano
- 1939 - Len Cariou, attore canadese
- 1939 - Jean-Marie Lehn, chimico francese
- 1939 - Michael G. Morony, orientalista statunitense
- 1939 - Geri Palamara, cantautore e pittore italiano († 2025)
- 1939 - Mitchell Wolfson Jr., collezionista d'arte statunitense
- 1940 - Vittorio Benedetti, arbitro di calcio italiano († 2017)
- 1940 - Danilo Ferrari, ciclista su strada italiano († 2007)
- 1940 - Harry Jerome, velocista canadese († 1982)
- 1940 - Giorgio Macciotta, politico e sindacalista italiano
- 1940 - Dewey Martin, batterista canadese († 2009)
- 1940 - Carlos Martínez II, calciatore uruguaiano († 2015)
- 1940 - Horst Weigang, calciatore tedesco orientale († 2024)
- 1940 - Takashi Yokoyama, ex pallanuotista giapponese
- 1941 - Lewis Paul Bremer, diplomatico e politico statunitense
- 1941 - Gian Biagio Conte, filologo classico, latinista e lessicografo italiano
- 1941 - Samuel Pickering, anglista statunitense
- 1941 - Angela Pleasence, attrice britannica
- 1941 - John Romer, egittologo, storico e archeologo britannico
- 1941 - Kamalesh Sharma, diplomatico indiano
- 1941 - Reine Wisell, pilota automobilistico svedese († 2022)
- 1942 - Gus Dudgeon, produttore discografico britannico († 2002)
- 1942 - Osvaldo Ferrari, ex lottatore italiano
- 1942 - Bethann Hardison, ex modella, attivista e imprenditrice statunitense
- 1942 - Frankie Lymon, cantante e compositore statunitense († 1968)
- 1942 - Tom Nowatzke, ex giocatore di football americano statunitense
- 1942 - Sture Pettersson, ciclista su strada svedese († 1983)
- 1942 - Altan, fumettista e vignettista italiano
- 1942 - Stephen Waddams, giurista e insegnante inglese († 2023)
- 1943 - Gemma Cruz, modella filippina
- 1943 - Johann Deisenhofer, biochimico tedesco
- 1943 - Georgi Djulgerov, regista, sceneggiatore e produttore cinematografico bulgaro
- 1943 - Mauricio Manzano, ex calciatore salvadoregno
- 1943 - Marilyn McCoo, cantante statunitense
- 1943 - Ian Ogilvy, attore britannico
- 1943 - Ibrahim al-Hamdi, militare e politico yemenita († 1977)
- 1943 - Lorenzo d'Avack, giurista italiano
- 1944 - Bronisław Bernacki, vescovo cattolico ucraino († 2024)
- 1944 - Jean-Louis Debré, politico francese († 2025)
- 1944 - Bernard Debré, medico e politico francese († 2020)
- 1944 - Chuck Gardner, ex cestista statunitense
- 1944 - Jimmy Johnstone, calciatore scozzese († 2006)
- 1944 - Salvatore Lantieri, pallamanista e allenatore di pallamano italiano
- 1944 - Red Robbins, cestista statunitense († 2009)
- 1945 - José Manuel Fuente, ciclista su strada e dirigente sportivo spagnolo († 1996)
- 1945 - Cosimo Gallo, politico italiano
- 1945 - Franz-Josef Kemper, ex mezzofondista e dirigente sportivo tedesco
- 1945 - Peter Knowles, ex calciatore inglese
- 1945 - Fred McGrew Donner, islamista e storico statunitense
- 1945 - Yoshiyuki Miyake, ex sollevatore giapponese
- 1945 - Ehud Olmert, politico israeliano
- 1945 - Ralph Siegel, compositore, paroliere e produttore discografico tedesco
- 1945 - John Sissons, ex calciatore inglese
- 1945 - Allan Taylor, cantautore inglese
- 1945 - Francesco Valenti, ex siepista italiano
- 1946 - Pierpaolo Donati, sociologo e filosofo italiano
- 1946 - Robert Gascoyne-Cecil, VII marchese di Salisbury, nobile e politico britannico
- 1946 - Barry Hulshoff, allenatore di calcio e calciatore olandese († 2020)
- 1946 - Giampaolo Lanzetti, ex calciatore italiano
- 1946 - Héctor Lavoe, cantante portoricano († 1993)
- 1946 - Jochen Mass, pilota automobilistico tedesco († 2025)
- 1946 - Gabriele Melogli, politico italiano
- 1946 - Piero Montanari, bassista e compositore italiano († 2023)
- 1946 - Dan O'Bannon, sceneggiatore e effettista statunitense († 2009)
- 1946 - Raël, giornalista e scrittore francese
- 1946 - Barry Weitzenberg, ex pallanuotista statunitense
- 1947 - Antonello Antonante, attore, regista e direttore artistico italiano († 2022)
- 1947 - Marc Bolan, cantautore e chitarrista inglese († 1977)
- 1947 - Jim Hermiston, ex calciatore scozzese
- 1947 - Luigi Lopez, compositore, musicista e cantante italiano († 2025)
- 1947 - Héctor Jesús Martínez, allenatore di calcio e ex calciatore argentino
- 1947 - Barbara Pollastrini, politica italiana
- 1947 - Katepalli R. Sreenivasan, fisico e ingegnere indiano
- 1948 - Herman Blaschke, calciatore sudafricano († 2016)
- 1948 - Astrit Dakli, giornalista italiano († 2016)
- 1948 - Claudio Mellana, umorista italiano
- 1948 - Semiramis Pekkan, attrice e cantante turca
- 1948 - Raúl Reyes, politico e guerrigliero colombiano († 2008)
- 1948 - Harald Schütze, calciatore tedesco orientale († 2016)
- 1949 - Antonio Borghesi, politico italiano († 2017)
- 1949 - Flora Brovina, pediatra e poetessa kosovara
- 1949 - Elio De Anna, ex rugbista a 15 e politico italiano
- 1949 - Reiner Hollmann, allenatore di calcio e ex calciatore tedesco
- 1949 - Charlie McCreevy, politico irlandese
- 1949 - Kenny Nolan, cantautore statunitense
- 1949 - Michel Tognini, astronauta francese
- 1950 - Dieter Brei, allenatore di calcio, dirigente sportivo e ex calciatore tedesco
- 1950 - Vondie Curtis-Hall, attore e regista statunitense
- 1950 - Laura Esquivel, scrittrice e politica messicana
- 1950 - Mariano García Remón, allenatore di calcio e ex calciatore spagnolo
- 1950 - Lee Cha-man, ex calciatore sudcoreano
- 1950 - Enrico Morando, politico italiano
- 1950 - Victoria Tennant, attrice britannica
- 1950 - Renato Zero, cantautore e produttore discografico italiano
- 1951 - Catie Ball, ex nuotatrice statunitense
- 1951 - Eddie Cliff, ex calciatore inglese
- 1951 - Barry Daines, ex calciatore inglese
- 1951 - Dono, attore, comico e insegnante indonesiano († 2001)
- 1951 - John Hardress Wilfred Lloyd, scrittore e produttore televisivo britannico
- 1951 - Sandro Lombardi, attore teatrale e scrittore italiano
- 1951 - Barry J. Marshall, medico australiano
- 1951 - Gerónimo Ovelar, ex calciatore paraguaiano
- 1951 - Clara-Kinga Szabo, ex cestista rumena
- 1952 - Lella Costa, attrice, comica e cabarettista italiana
- 1952 - Mau Cristiani, cantante italiano
- 1952 - Cheick Modibo Diarra, astrofisico, imprenditore e politico maliano
- 1952 - John Finn, attore statunitense
- 1952 - Peter Forbes, attore scozzese
- 1952 - Sergej Isakov, schermidore sovietico († 2002)
- 1952 - Al Leong, attore e stuntman statunitense
- 1952 - Svein Mathisen, calciatore norvegese († 2011)
- 1952 - Walter Vitali, politico italiano
- 1952 - Jack Wild, attore britannico († 2006)
- 1953 - Deborah Allen, cantante statunitense
- 1953 - Ian MacKenzie, ex nuotatore canadese
- 1953 - Carlos Mina, ex cestista statunitense
- 1953 - Agostino Miozzo, medico e dirigente pubblico italiano
- 1954 - John Drew, cestista statunitense († 2022)
- 1954 - Calvin Levels, attore statunitense
- 1954 - Daniele Mastrogiacomo, giornalista italiano
- 1954 - Elena Montecchi, politica italiana
- 1954 - Lazaro Mora, ex schermidore cubano
- 1954 - Patrice Rushen, pianista e cantautrice statunitense
- 1954 - Ivan Pedretti, sindacalista italiano
- 1954 - Basia Trzetrzelewska, cantante polacca
- 1954 - Barry Williams, attore statunitense
- 1955 - Diego Amplatz, ex sciatore alpino italiano
- 1955 - George Augustin, presbitero e teologo indiano
- 1955 - James Bradburne, architetto, museologo e funzionario britannico
- 1955 - Jerome Feudjio, vescovo cattolico camerunese
- 1955 - Roberto Mantovani, attore, attore teatrale e regista italiano
- 1955 - Sergio Paolinelli, ex calciatore italiano
- 1955 - Dirk Sanders, ex calciatore belga
- 1955 - Dan Stanca, scrittore e giornalista rumeno
- 1955 - Marco Stefanelli, attore e stuntman italiano
- 1955 - Ermenegildo Zegna, imprenditore italiano
- 1956 - Frank Arnesen, dirigente sportivo, allenatore di calcio e ex calciatore danese
- 1956 - Trevor Morgan, allenatore di calcio e ex calciatore inglese
- 1956 - Leonard Nitz, ex pistard statunitense
- 1956 - Mick Tait, allenatore di calcio e ex calciatore inglese
- 1956 - Francesco Vincenzi, allenatore di calcio e ex calciatore italiano
- 1956 - Jerome Whitehead, cestista statunitense († 2012)
- 1956 - Marie-Esméralda del Belgio, principessa e giornalista belga
- 1957 - Catherine Brice, storica francese
- 1957 - Fran Drescher, attrice statunitense
- 1957 - Gibby Haynes, cantautore, chitarrista e pittore statunitense
- 1957 - Giulio Verzeletti, motociclista e pilota di rally italiano
- 1957 - Paul Vojta, matematico statunitense
- 1958 - Mariella Bertini, schermitrice italiana
- 1958 - Alessandro Casarin, giornalista italiano
- 1958 - Sandro Cerino, musicista, compositore e arrangiatore italiano
- 1958 - José Hermes Moreira, ex calciatore uruguaiano
- 1958 - Ray Santilli, musicista e produttore cinematografico britannico
- 1958 - Marty Stuart, cantante e musicista statunitense
- 1959 - Miguel Barbosa Huerta, politico e avvocato messicano († 2022)
- 1959 - Mario Bombardieri, doppiatore italiano
- 1959 - Xiomara Castro, politica honduregna
- 1959 - Panikos Chatzīloïzou, ex calciatore cipriota
- 1959 - Ortensia De Francesco, costumista italiana
- 1959 - Giorgio Duboin, giocatore di bridge italiano
- 1959 - Debrah Farentino, attrice, produttrice televisiva e ex modella statunitense
- 1959 - Hilde Heltberg, cantante norvegese († 2011)
- 1959 - José Luis Laguía, ex ciclista su strada spagnolo
- 1959 - Tiziana Merletti, religiosa italiana
- 1959 - Ettore Messina, allenatore di pallacanestro italiano
- 1959 - Daniel Morón, ex calciatore cileno
- 1959 - Vladimir Murav'ëv, ex velocista sovietico
- 1959 - Felipe Revelez, ex calciatore uruguaiano
- 1959 - Francisco Javier Toledo, calciatore honduregno († 2006)
- 1959 - Jana Šoltýsová, ex sciatrice alpina slovacca
- 1960 - Nicola Griffith, scrittrice britannica
- 1960 - Miki Howard, cantante statunitense
- 1960 - Blanche Lincoln, politica statunitense
- 1960 - Giorgio Panariello, comico, cabarettista e imitatore italiano
- 1960 - Bill Rieflin, batterista e tastierista statunitense († 2020)
- 1961 - Lütfi Arıboğan, ex cestista turco
- 1961 - Crystal Bernard, attrice e cantautrice statunitense
- 1961 - Francesco Bruni, sceneggiatore e regista italiano
- 1961 - Giuseppe Giusto, allenatore di calcio e ex calciatore italiano
- 1961 - Pedro Pedrucci, ex calciatore uruguaiano
- 1961 - Konrad Polthier, matematico tedesco
- 1961 - Eric Stoltz, attore, regista e produttore cinematografico statunitense
- 1961 - Judit Szöllősi, ex cestista ungherese
- 1961 - Eric van de Poele, ex pilota automobilistico belga
- 1961 - Sally Yeh, cantante cinese
- 1962 - John Alite, mafioso e collaboratore di giustizia statunitense
- 1962 - Massimo Bottura, cuoco, gastronomo e imprenditore italiano
- 1962 - Loriano Cipriani, ex calciatore italiano
- 1962 - Borislav Cvetković, allenatore di calcio e ex calciatore serbo
- 1962 - Dariusz Dziekanowski, ex calciatore e allenatore di calcio polacco
- 1962 - Rolf Gölz, ex ciclista su strada, pistard e dirigente sportivo tedesco
- 1962 - Tina Gustafsson, ex nuotatrice svedese
- 1962 - Jan-Gregor Kremp, attore tedesco
- 1962 - Marley Marl, produttore discografico e beatmaker statunitense
- 1962 - Jean-Paul van Poppel, dirigente sportivo e ex ciclista su strada olandese
- 1962 - Frank Rijkaard, ex calciatore e allenatore di calcio olandese
- 1962 - José Antonio Ñíguez, ex calciatore spagnolo
- 1963 - Gaetano Aronica, attore italiano
- 1963 - Aldo Berardi, vescovo cattolico francese
- 1963 - Olivia Carrillo, ex cestista e allenatrice di pallacanestro messicana
- 1963 - Marcello Foa, giornalista, dirigente d'azienda e scrittore italiano
- 1963 - Alessandra Fossati, ex altista italiana
- 1963 - Giuseppe Graviano, mafioso italiano
- 1963 - Sami Leinonen, ex combinatista nordico finlandese
- 1963 - Cristina Marsillach, attrice spagnola
- 1963 - Jamal Mustafa, wrestler statunitense
- 1963 - Corrado Verdelli, allenatore di calcio e ex calciatore italiano
- 1964 - Trey Anastasio, chitarrista, compositore e cantante statunitense
- 1964 - Ankie Bagger, cantante svedese
- 1964 - Gito Baloi, cantante, bassista e musicista mozambicano († 2004)
- 1964 - Monica Bellucci, attrice e ex modella italiana
- 1964 - Koen De Bouw, attore belga
- 1964 - Anthony Delon, attore francese
- 1964 - Stephen Frick, ex astronauta e ingegnere statunitense
- 1964 - Iveta Grigule, politica lettone
- 1964 - Masanori Higashikawa, ex calciatore giapponese
- 1964 - Marco Macina, ex calciatore sammarinese
- 1964 - Janusz Malik, ex saltatore con gli sci polacco
- 1964 - Mike McKay, ex canottiere australiano
- 1964 - Phil Plait, astronomo, divulgatore scientifico e blogger statunitense
- 1964 - Ilivasi Tabua, ex rugbista a 15 e allenatore di rugby a 15 tongano
- 1964 - Dragan Trkulja, allenatore di calcio e ex calciatore serbo
- 1965 - Andrea Albergati, politico italiano
- 1965 - Dario Allevi, politico italiano
- 1965 - Fabio Colagrande, giornalista, scrittore e conduttore radiofonico italiano
- 1965 - Adamo Dionisi, attore italiano († 2024)
- 1965 - Omid Djalili, attore britannico
- 1965 - Gabriel Filizzola, ex rugbista a 15 e allenatore di rugby a 15 italiano
- 1965 - Wilson Macías, ex calciatore ecuadoriano
- 1965 - Orfeo Mazzella, politico e attivista italiano
- 1965 - Willie Soon, ingegnere e astrofisico malaysiano
- 1966 - Shanésia Davis-Williams, attrice statunitense
- 1966 - Tina Kotek, politica statunitense
- 1966 - Roberto Ruta, politico italiano
- 1967 - ERO, artista statunitense († 2011)
- 1967 - Osvaldo Gonella, hockeista su pista e allenatore di hockey su pista argentino († 2021)
- 1967 - David Guion, allenatore di calcio e ex calciatore francese
- 1967 - Emmanuelle Houdart, illustratrice e pittrice svizzera
- 1967 - Steve Kean, allenatore di calcio e ex calciatore scozzese
- 1967 - Vatroslav Mihačić, allenatore di calcio e ex calciatore croato
- 1967 - Mark Randall, ex cestista e allenatore di pallacanestro statunitense
- 1967 - Andrea Roth, attrice canadese
- 1968 - Lee-Roy Echteld, allenatore di calcio e ex calciatore olandese
- 1968 - Mariana Prommel, attrice e conduttrice televisiva argentina († 2021)
- 1968 - Bennet Omalu, medico nigeriano
- 1968 - Simone Osygus, ex nuotatrice tedesca
- 1968 - Ivajlo Ravucov, ex cestista bulgaro
- 1968 - Hervé Renard, allenatore di calcio e ex calciatore francese
- 1968 - Andrea Tiddi, sociologo e antropologo italiano
- 1968 - Zhao Xiaoding, direttore della fotografia cinese
- 1968 - Juan José Zúñiga, ex ufficiale boliviano
- 1969 - Julianna Baggott, scrittrice e poetessa statunitense
- 1969 - Jan Bruin, ex calciatore olandese
- 1969 - Stéphane Castaignède, ex rugbista a 15 e allenatore di rugby a 15 francese
- 1969 - Gintaras Einikis, ex cestista e allenatore di pallacanestro lituano
- 1969 - Amy Landecker, attrice statunitense
- 1969 - Silas Weir Mitchell, attore statunitense
- 1969 - Younous Omarjee, politico francese
- 1969 - Cristina Plazas, attrice spagnola
- 1969 - Alex Rae, allenatore di calcio e ex calciatore scozzese
- 1969 - Krystyna Szymańska-Lara, ex cestista polacca
- 1969 - Chris Von Erich, wrestler statunitense († 1991)
- 1969 - Steve Von Till, cantante e chitarrista statunitense
- 1970 - Graziano Battistini, procuratore sportivo e ex calciatore italiano
- 1970 - Ariel Betancourt, ex calciatore cubano
- 1970 - Brian Clifford, ex cestista statunitense
- 1970 - Carmine Esposito, allenatore di calcio e ex calciatore italiano
- 1970 - Tony Hale, comico e attore statunitense
- 1970 - Aceyalone, rapper statunitense
- 1970 - Yūto Kazama, doppiatore giapponese
- 1970 - Lorena Meritano, attrice e modella argentina
- 1970 - Damian Mori, allenatore di calcio e ex calciatore australiano
- 1970 - Alexander Mosquera, ex giocatore di calcio a 5 cubano
- 1970 - Alistair Petrie, attore britannico
- 1970 - Eric Piatkowski, ex cestista statunitense
- 1970 - Gianni Recupido, ex cestista e allenatore di pallacanestro italiano
- 1970 - Casey Schmidt, ex cestista statunitense
- 1970 - Paolo Scquizzato, presbitero e scrittore italiano
- 1970 - Máximo Tenorio, ex calciatore ecuadoriano
- 1970 - Sergej Šustikov, calciatore e allenatore di calcio russo († 2016)
- 1971 - Leila Barros, ex pallavolista e ex giocatrice di beach volley brasiliana
- 1971 - Jenna Elfman, attrice statunitense
- 1971 - Han Hyeon, ex cestista sudcoreana
- 1971 - Andy Impey, allenatore di calcio e ex calciatore inglese
- 1971 - Giancarlo Judica Cordiglia, attore e drammaturgo italiano
- 1971 - Jernej Koblar, ex sciatore alpino sloveno
- 1971 - Marie Carmen Koppel, cantante danese
- 1971 - Zoran Mamić, allenatore di calcio e ex calciatore croato
- 1971 - György Mizsei, ex pugile ungherese
- 1971 - Luca Pastorino, politico italiano
- 1971 - Eustacio Rizo, ex calciatore messicano
- 1971 - Luca Sala, ultramaratoneta italiano
- 1971 - Daniela Sbrollini, politica italiana
- 1971 - Jeff Whitty, sceneggiatore, drammaturgo e attore statunitense
- 1972 - Jamal Anderson, ex giocatore di football americano statunitense
- 1972 - Ari Behn, scrittore danese († 2019)
- 1972 - John Campbell, bassista statunitense
- 1972 - Bruno Carotti, ex calciatore francese
- 1972 - Nikola Dimitrov, diplomatico e politico macedone
- 1972 - Maki Haneta, ex calciatrice giapponese
- 1972 - Sjarhej Hurėnka, dirigente sportivo, allenatore di calcio e ex calciatore bielorusso
- 1972 - Andrea Malchiodi, matematico e fisico italiano
- 1973 - Luís Andrade, allenatore di calcio e ex calciatore portoghese
- 1973 - John Browning, ex giocatore di football americano statunitense
- 1973 - Eva Carneiro, medico gibilterriano
- 1973 - Francesca Cenci, giornalista e conduttrice televisiva italiana
- 1973 - Vyaçeslav Lıçkin, ex calciatore azero
- 1973 - Antonio Perugino, ex pugile italiano
- 1973 - Todd Rogers, giocatore di beach volley statunitense
- 1973 - David Ury, attore e youtuber statunitense
- 1973 - Rubén Wolkowyski, ex cestista argentino
- 1974 - Jorgelina Aruzzi, attrice argentina
- 1974 - Emiliano Biliotti, allenatore di calcio e ex calciatore italiano
- 1974 - Ashley Hamilton, cantautore e attore statunitense
- 1974 - Sheek Louch, rapper statunitense
- 1974 - Claudia Terzi, politica italiana
- 1974 - Davide Umiliata, attore italiano
- 1974 - Daniel Wu, attore statunitense
- 1975 - Jay Asher, scrittore statunitense
- 1975 - Ta-Nehisi Coates, scrittore, giornalista e attivista statunitense
- 1975 - Marion Cotillard, attrice, modella e cantante francese
- 1975 - Andreas Ertl, allenatore di sci alpino e ex sciatore alpino tedesco
- 1975 - Dennis Gentenaar, ex calciatore olandese
- 1975 - Kieron Gillen, fumettista e giornalista britannico
- 1975 - Wopke Hoekstra, politico olandese
- 1975 - Christopher Jackson, attore, cantante e compositore statunitense
- 1975 - Marco Pittoni, carabiniere italiano († 2008)
- 1975 - Yoav Saffar, ex cestista israeliano
- 1975 - Marius Urzică, ex ginnasta romeno
- 1975 - Hélder Vicente, ex calciatore angolano
- 1976 - Caneda, rapper, beatmaker e writer italiano
- 1976 - Marco De Nicolo, tiratore a segno italiano
- 1976 - Frank Dressler, ex ciclista su strada tedesco
- 1976 - Ole Hjelmhaug, allenatore di calcio e ex calciatore norvegese
- 1976 - Lee Jarvis, rugbista a 15 e allenatore di rugby a 15 britannico
- 1976 - Dusty Johnson, politico statunitense
- 1976 - Ernesto Mijares, ex cestista venezuelano
- 1976 - Patrick Modeste, calciatore grenadino
- 1976 - Massimiliano Parisi, giocatore di football americano e allenatore di football americano italiano
- 1976 - Federico Piccitto, politico italiano
- 1976 - Carsten Pump, ex biatleta e fondista tedesco
- 1976 - Vlatko Đolonga, ex calciatore croato
- 1977 - Annalisa Balloi, microbiologa e imprenditrice italiana
- 1977 - Roy Carroll, allenatore di calcio e calciatore nordirlandese
- 1977 - Sara Ferrari, ex mezzofondista e ex maratoneta italiana
- 1977 - Busta Flex, rapper francese
- 1977 - David García Dapena, ex ciclista su strada spagnolo
- 1977 - Oleksandr Hrycaj, ex calciatore ucraino
- 1977 - Jean-Sébastien Jaurès, ex calciatore francese
- 1977 - Aleksandr Kosarev, pallavolista ucraino
- 1977 - Marito, ex calciatore angolano
- 1977 - Sean Rogerson, attore canadese
- 1977 - Martín Romagnoli, ex calciatore argentino
- 1977 - Sun Jihai, ex calciatore cinese
- 1977 - Héctor Tapia, allenatore di calcio e ex calciatore cileno
- 1977 - Melchior Wathelet, politico belga
- 1978 - Enzo Curcurù, attore italiano
- 1978 - Juan Falco, giocatore di calcio a 5 uruguaiano
- 1978 - Michele Fina, politico italiano
- 1978 - Małgorzata Glinka, ex pallavolista polacca
- 1978 - Andrej Jerman, allenatore di sci alpino e ex sciatore alpino sloveno
- 1978 - Juan Magán, disc jockey, cantante e produttore discografico spagnolo
- 1978 - Candice Michelle, modella, attrice e ex wrestler statunitense
- 1978 - Stark Sands, attore statunitense
- 1978 - Vanni Santoni, scrittore italiano
- 1978 - Nikolaj Sergienko, ex calciatore uzbeko
- 1978 - Diana Tejera, cantautrice italiana
- 1978 - Kätlin Vainola, scrittrice e poetessa estone
- 1978 - Róbinson Zapata, ex calciatore colombiano
- 1978 - Darius Žutautas, ex calciatore lituano
- 1978 - Mohd Hamzani Omar, allenatore di calcio e ex calciatore malese
- 1979 - Mike Damus, attore statunitense
- 1979 - Jon Kasdan, attore, regista e sceneggiatore statunitense
- 1979 - Primož Kozmus, martellista sloveno
- 1979 - Juho Kuosmanen, regista e sceneggiatore finlandese
- 1979 - Quido Lanzaat, ex calciatore olandese
- 1979 - José Orlando Martínez, ex calciatore salvadoregno
- 1979 - Andy van der Meyde, ex calciatore olandese
- 1979 - Yūta Minami, ex calciatore giapponese
- 1979 - Justin Smith, ex giocatore di football americano statunitense
- 1980 - Virgil Abloh, designer, stilista e imprenditore statunitense († 2021)
- 1980 - Dante do Amaral, ex pallavolista brasiliano
- 1980 - Christian Cantwell, pesista statunitense
- 1980 - Francesco Costabile, regista e sceneggiatore italiano
- 1980 - Fiao'o Fa'amausili, ex rugbista a 15 e dirigente sportiva neozelandese
- 1980 - Fábio Deivson Lopes Maciel, calciatore brasiliano
- 1980 - Maja Gullstrand, cantante svedese
- 1980 - Martina Hingis, allenatrice di tennis e ex tennista slovacca
- 1980 - Stefan Lindemann, ex pattinatore artistico su ghiaccio tedesco
- 1980 - Raffaella Masciadri, dirigente sportiva e ex cestista italiana
- 1980 - Jakob Michelsen, allenatore di calcio danese
- 1980 - Shelley Olds, ex ciclista su strada e ex pistard statunitense
- 1980 - Catharine Pendrel, mountain biker e ciclocrossista canadese
- 1980 - Guillermo Rigondeaux, pugile cubano
- 1980 - Milagros Sequera, ex tennista venezuelana
- 1980 - Gert Steegmans, ex ciclista su strada belga
- 1980 - Toni Trucks, attrice statunitense
- 1980 - Brandon Woudstra, ex cestista statunitense
- 1981 - Cecelia Ahern, scrittrice irlandese
- 1981 - Kristina Barrois, ex tennista tedesca
- 1981 - Lavinia Bonsignore, costumista italiana
- 1981 - Cathrine Kraayeveld, ex cestista statunitense
- 1981 - Igor' Kunicyn, ex tennista russo
- 1981 - Panagiōtīs Mantīs, velista greco
- 1981 - Iban Mayoz, ex ciclista su strada spagnolo
- 1981 - Dominique Moceanu, ex ginnasta statunitense
- 1981 - Ashleigh Aston Moore, attrice canadese († 2007)
- 1981 - Adam Murray, allenatore di calcio e ex calciatore inglese
- 1981 - Maurício Barbieri, allenatore di calcio brasiliano
- 1981 - Jan Rajnoch, calciatore ceco
- 1981 - Óscar Serrano Rodríguez, ex calciatore spagnolo
- 1981 - Dumitru Stoica, giocatore di calcio a 5 e allenatore di calcio a 5 romeno
- 1981 - Omar el-Turk, ex cestista libanese
- 1982 - Moussa Alzouma, calciatore nigerino
- 1982 - Arthur Luiz Belchor Silva, cestista brasiliano
- 1982 - Maria Caramia, allenatrice di calcio e ex calciatrice italiana
- 1982 - Bram Castro, ex calciatore belga
- 1982 - Lacey Chabert, attrice, doppiatrice e modella statunitense
- 1982 - Takesure Chinyama, ex calciatore zimbabwese
- 1982 - Ryane Clowe, ex hockeista su ghiaccio canadese
- 1982 - Kieran Culkin, attore statunitense
- 1982 - Greg Etafia, ex calciatore nigeriano
- 1982 - Chad Gould, ex calciatore filippino
- 1982 - Marcella Gozzi, ex calciatrice e ex giocatrice di calcio a 5 italiana
- 1982 - Tom Hayward, pilota motociclistico britannico
- 1982 - Kenny van Hummel, ex ciclista su strada, pistard e ciclocrossista olandese
- 1982 - Tory Lane, attrice pornografica statunitense
- 1982 - Miguel Linares, ex calciatore spagnolo
- 1982 - Steffen Rasmussen, ex calciatore danese
- 1982 - Teal Redmann, attrice statunitense
- 1982 - Seth Smith, giocatore di baseball statunitense
- 1982 - Zhou Yan, giocatrice di curling cinese
- 1983 - Earl Calloway, cestista statunitense
- 1983 - Miguel Ángel Castillo, calciatore honduregno
- 1983 - Michele Criscitiello, giornalista e conduttore televisivo italiano
- 1983 - Chris Greatwich, allenatore di calcio e ex calciatore filippino
- 1983 - Pacman Jones, ex giocatore di football americano e wrestler statunitense
- 1983 - Ken'ichi Kaga, ex calciatore giapponese
- 1983 - Kristīne Kārkliņa, ex cestista lettone
- 1983 - Aleksandr Kas'janov, bobbista e ex slittinista russo
- 1983 - Luca Lombardo, attore, illusionista e trasformista italiano
- 1983 - Lucamaleonte, artista italiano
- 1983 - Javier Mejías, ex ciclista su strada spagnolo
- 1983 - Esther Neuenschwander, giocatrice di curling svizzera
- 1983 - Andreea Răducan, ex ginnasta rumena
- 1983 - Walter Williams, calciatore honduregno († 2018)
- 1983 - Danny Wintjens, ex calciatore olandese
- 1984 - Keisha Buchanan, cantautrice britannica
- 1984 - Juan Pablo Caffa, ex calciatore argentino
- 1984 - Jane Collymore, ex pallavolista statunitense
- 1984 - Giōrgos Eleutheriou, ex calciatore cipriota
- 1984 - Giulia Gibertini, pallavolista italiana
- 1984 - Soraya Haddad, judoka algerina
- 1984 - Laura Milani, canottiera italiana
- 1984 - T-Pain, cantautore, rapper e produttore discografico statunitense
- 1984 - Jay Needham, ex calciatore statunitense
- 1984 - Hlynur Pálmason, regista e sceneggiatore islandese
- 1984 - Nemanja Rnić, ex calciatore serbo
- 1984 - David Tanner, ex ciclista su strada australiano
- 1984 - Eric Walsky, hockeista su ghiaccio statunitense
- 1985 - Olcan Adın, allenatore di calcio e ex calciatore turco
- 1985 - Martin Bača, ex calciatore ceco
- 1985 - Dennis Higler, arbitro di calcio olandese
- 1985 - Greyston Holt, attore canadese
- 1985 - Dmytro Hrabovs'kyj, ciclista su strada e pistard ucraino († 2017)
- 1985 - Katrina Law, attrice statunitense
- 1985 - Noko Matlou, calciatrice sudafricana
- 1985 - Téa Obreht, scrittrice statunitense
- 1985 - Igor Pajač, arbitro di calcio croato
- 1985 - Cristian Rodríguez, ex calciatore uruguaiano
- 1985 - Gladys Tejeda, maratoneta peruviana
- 1986 - Ilari Äijälä, ex calciatore finlandese
- 1986 - Marvin Angulo, calciatore costaricano
- 1986 - Perla Beltrán, modella messicana
- 1986 - Joan Cañellas, ex pallamanista spagnolo
- 1986 - Olivier Giroud, calciatore francese
- 1986 - Bruno Heder, conduttore televisivo e attore brasiliano
- 1986 - Quinn Johnson, giocatore di football americano statunitense
- 1986 - Mateusz Kowalski, ex calciatore polacco
- 1986 - Ki Hong Lee, attore sudcoreano
- 1986 - Michael Mason, altista canadese
- 1986 - Takahiro Nishijima, attore, cantante e ballerino giapponese
- 1986 - Jonas Portin, ex calciatore finlandese
- 1986 - Yūta Someya, ex calciatore giapponese
- 1986 - Joël Wakanumuné, calciatore francese
- 1986 - Tara Westover, storica e scrittrice statunitense
- 1986 - Cristián Zapata, calciatore colombiano
- 1986 - Pablo Álvarez Vera, hockeista su pista argentino
- 1987 - Reed Alexander, ex giocatore di football americano canadese
- 1987 - Ramy Ashour, giocatore di squash egiziano
- 1987 - Lorena Cacciatore, attrice italiana
- 1987 - Flora Duffy, triatleta bermudiana
- 1987 - Aida Garifullina, soprano russo
- 1987 - Lauren Holiday, ex calciatrice statunitense
- 1987 - Kenley Jansen, giocatore di baseball olandese
- 1987 - Jiří Jeslínek, calciatore ceco
- 1987 - Joo Won, attore sudcoreano
- 1987 - Marco Rossi, calciatore italiano
- 1987 - Ivan Rovnyj, ex ciclista su strada e pistard russo
- 1987 - Guillermo Sara, ex calciatore argentino
- 1987 - Marcus Sherels, giocatore di football americano statunitense
- 1987 - Tommy Spurr, ex calciatore inglese
- 1987 - Oleksij Čyčykov, calciatore ucraino
- 1988 - Rodrigue Akl, cestista libanese
- 1988 - Christian Brüls, calciatore belga
- 1988 - Bořek Dočkal, ex calciatore ceco
- 1988 - Martín Giménez, calciatore argentino
- 1988 - Simon Greatwich, ex calciatore filippino
- 1988 - Kim Jae-young, attore e modello sudcoreano
- 1988 - Kurt Kuschela, canoista tedesco
- 1988 - Bruninho, ex calciatore portoghese
- 1988 - Sean Maluta, wrestler statunitense
- 1988 - Ignacio Nicolini, calciatore uruguaiano
- 1988 - John-Joe O'Toole, calciatore irlandese
- 1988 - Ryan Shotton, calciatore inglese
- 1988 - Eglė Staišiūnaitė, ostacolista lituana
- 1988 - Donald Stephenson, giocatore di football americano statunitense
- 1988 - Mikhail Torrance, ex cestista statunitense
- 1988 - Chris Wright, ex cestista statunitense
- 1988 - Diego da Costa Lima, calciatore brasiliano
- 1989 - Giulio Corso, attore italiano
- 1989 - Driss Fettouhi, calciatore marocchino
- 1989 - Olsi Goçaj, ex calciatore albanese
- 1989 - Joel González, taekwondoka spagnolo
- 1989 - Fernando Guerrero, ex calciatore ecuadoriano
- 1989 - Marcos Gullón, ex calciatore spagnolo
- 1989 - Lukas Hofer, biatleta italiano
- 1989 - Ergys Mersini, ex calciatore albanese
- 1989 - Emilio Nsue, calciatore spagnolo
- 1989 - Pedro Pinotes, nuotatore angolano
- 1989 - Igor Prijić, calciatore croato
- 1989 - Oltion Rapa, calciatore albanese
- 1989 - Jules Reimerink, calciatore olandese
- 1989 - Jordan Taylor, cestista statunitense
- 1989 - Jasmine Thomas, ex cestista statunitense
- 1989 - André Weis, calciatore tedesco
- 1989 - Andrew Wooten, calciatore statunitense
- 1989 - Jevhen Zubejko, ex calciatore ucraino
- 1990 - Dominique Aegerter, pilota motociclistico svizzero
- 1990 - Alyssa Anderson, nuotatrice statunitense
- 1990 - Felipe Campanholi Martins, calciatore brasiliano
- 1990 - Maksim Dadašev, pugile russo († 2019)
- 1990 - Gracie Glam, attrice pornografica statunitense
- 1990 - Will Gregorak, ex sciatore alpino statunitense
- 1990 - Courtney Hurley, schermitrice statunitense
- 1990 - Miks Indrašis, hockeista su ghiaccio lettone
- 1990 - Kim Seung-gyu, calciatore sudcoreano
- 1990 - Osama Malik, calciatore australiano
- 1990 - Caren Pistorius, attrice sudafricana
- 1990 - Matt Scott, rugbista a 15 britannico
- 1990 - Swerve Strickland, wrestler statunitense
- 1990 - Syed Rashed Turzo, calciatore bangladese
- 1990 - Zhang Bo, ex cestista cinese
- 1991 - D.J. Alexander, ex giocatore di football americano statunitense
- 1991 - David Bakhtiari, giocatore di football americano statunitense
- 1991 - Maksim Beljaev, calciatore russo
- 1991 - Simone Borrelli, attore italiano
- 1991 - Chrīstos Eleutheriadīs, calciatore greco
- 1991 - Sheldon Holder, calciatore guyanese
- 1991 - Joffrey Lauvergne, cestista francese
- 1991 - Cosmin Matei, calciatore rumeno
- 1991 - Maxuell, calciatore brasiliano
- 1991 - Josh Morris, calciatore inglese
- 1991 - Marco Pedretti, hockeista su ghiaccio svizzero
- 1991 - Selena Piek, giocatrice di badminton olandese
- 1991 - Thomas Röhler, giavellottista tedesco
- 1991 - Federica Savini, calciatrice italiana
- 1991 - Wellington da Silva Pinto, calciatore brasiliano
- 1991 - Marcos Álvarez, calciatore tedesco
- 1992 - Mikiko Andō, sollevatrice giapponese
- 1992 - Alejandro Cabrera, calciatore argentino
- 1992 - Marco Cecchinato, tennista italiano
- 1992 - Alessandro Cerigioni, calciatore belga
- 1992 - Cyrus Christie, calciatore giamaicano
- 1992 - Chris Crawford, cestista statunitense
- 1992 - Giulia Ferrandi, calciatrice e ex giocatrice di calcio a 5 italiana
- 1992 - Virginia Galbiati, ex cestista italiana
- 1992 - Bria Hartley, cestista statunitense
- 1992 - Bodine Koehler, modella portoricana
- 1992 - Lee Ji-hyun, goista sudcoreano
- 1992 - Pimchanok Luevisadpaibul, attrice e modella thailandese
- 1992 - Diego Mendoza, ex calciatore argentino
- 1992 - Ezra Miller, attore statunitense
- 1992 - Emiliano Romero Clavijo, calciatore uruguaiano
- 1992 - Jalen Saunders, giocatore di football americano statunitense
- 1992 - Johannes Voigtmann, cestista tedesco
- 1993 - Rylo Rodriguez, rapper statunitense
- 1993 - Badr Benoun, calciatore marocchino
- 1993 - Gabriel Alejandro Benítez, calciatore venezuelano
- 1993 - Jamille Boatswain, calciatore trinidadiano
- 1993 - Cierra Burdick, cestista statunitense
- 1993 - Mauro Dalla Costa, calciatore argentino
- 1993 - Brandon de León, calciatore guatemalteco
- 1993 - Ryan Glasgow, giocatore di football americano statunitense
- 1993 - Trevor Lee, wrestler statunitense
- 1993 - Emyr Huws, ex calciatore gallese
- 1993 - Jovana Jakšić, tennista serba
- 1993 - Brian Kaltak, calciatore vanuatuano
- 1993 - Solomon Kwambe, calciatore nigeriano
- 1993 - Philipp Max, calciatore tedesco
- 1993 - Basant Hassan, altista egiziana
- 1993 - Ken Sema, calciatore svedese
- 1993 - Maximiliano Sigales, ex calciatore uruguaiano
- 1993 - Teddy Teuma, calciatore francese
- 1993 - Nathalie von Siebenthal, fondista svizzera
- 1993 - Tiffany Yuen, attivista e politica cinese
- 1993 - Francesco Zampano, calciatore italiano
- 1993 - Giuseppe Zampano, calciatore italiano
- 1994 - Samantha Arévalo, nuotatrice ecuadoriana
- 1994 - Michael Bryson, cestista statunitense
- 1994 - Raphaël Coleman, attore e attivista britannico († 2020)
- 1994 - Elisabeth Kappaurer, sciatrice alpina austriaca
- 1994 - Greg Leigh, calciatore inglese
- 1994 - Andrea Mantovani, pilota motociclistico italiano
- 1994 - Ryan McLaughlin, calciatore nordirlandese
- 1994 - Alija Mustafina, ex ginnasta e allenatrice di ginnastica artistica russa
- 1994 - Mohcine Nader, calciatore portoghese
- 1994 - Goodluck Okonoboh, ex cestista statunitense
- 1994 - Adenike Oladosu, attivista nigeriana
- 1994 - Wayne Selden, cestista statunitense
- 1994 - Tommy Semmy, calciatore papuano
- 1994 - Nikola Storm, calciatore belga
- 1994 - Iulian Teodosiu, schermidore rumeno
- 1994 - Mikael Uhre, calciatore danese
- 1994 - Dries Van Gestel, ciclista su strada belga
- 1994 - DeMarcus Walker, giocatore di football americano statunitense
- 1995 - Victor Andrade, calciatore brasiliano
- 1995 - Mauro Arambarri, calciatore uruguaiano
- 1995 - Jan Barbarič, ex cestista sloveno
- 1995 - Felix Elofsson, sciatore freestyle svedese
- 1995 - Florijan Kadriu, calciatore macedone
- 1995 - Juraj Kotula, calciatore slovacco
- 1995 - Alex Muyl, calciatore statunitense
- 1995 - Sebastián Salazar, calciatore colombiano
- 1995 - Horacio Sequeira, calciatore uruguaiano
- 1995 - Matthew Wearn, velista australiano
- 1996 - Edoardo Di Somma, pallanuotista italiano
- 1996 - Jan Elvedi, calciatore svizzero
- 1996 - Nico Elvedi, calciatore svizzero
- 1996 - Aaron Holiday, cestista statunitense
- 1996 - Ardian Ismajli, calciatore kosovaro
- 1996 - Jamie McGrath, calciatore irlandese
- 1996 - Lewis Morgan, calciatore scozzese
- 1996 - Alexander Nübel, calciatore tedesco
- 1996 - Oh Sang-uk, schermidore sudcoreano
- 1996 - Isaiah Oliver, giocatore di football americano statunitense
- 1996 - Lurie Poston, attore e cantante statunitense
- 1996 - Francesc Regis, calciatore spagnolo
- 1996 - Miriam Rodríguez, cantante spagnola
- 1996 - Equanimeous St. Brown, giocatore di football americano statunitense
- 1996 - Silvester van der Water, calciatore olandese
- 1997 - Brahian Cuello, calciatore argentino
- 1997 - Alexandre Elias, pallavolista brasiliano
- 1997 - Gian Filippo Felicioli, calciatore italiano
- 1997 - Emanuel Gularte, calciatore uruguaiano
- 1997 - Kristýna Horská, nuotatrice ceca
- 1997 - Santeri Hostikka, calciatore finlandese
- 1997 - Maudo Jarjué, calciatore gambiano
- 1997 - Naïma Karamoko, tennista svizzera
- 1997 - Antōnīs Koniarīs, cestista greco
- 1997 - Maziar Kouhyar, calciatore afghano
- 1997 - Jana Kudrjavceva, ex ginnasta russa
- 1997 - Sondre Liseth, calciatore norvegese
- 1997 - Havana Rose Liu, attrice e modella statunitense
- 1997 - Edarlyn Reyes, calciatore dominicano
- 1997 - Max Verstappen, pilota automobilistico olandese
- 1997 - Asier Villalibre, calciatore spagnolo
- 1997 - Jonathan Ward, giocatore di football americano statunitense
- 1997 - Renata Zarazúa, tennista messicana
- 1998 - Samuel Adeniran, calciatore statunitense
- 1998 - Yacine Bourhane, calciatore francese
- 1998 - Heather Cameron-Hayes, cantautrice, attrice e pianista britannica
- 1998 - Aljami Durham, cestista statunitense
- 1998 - Sam Ehlinger, giocatore di football americano statunitense
- 1998 - Fiona Everard, mezzofondista irlandese
- 1998 - Toby Harries, velocista britannico
- 1998 - C.J. Henderson, giocatore di football americano statunitense
- 1998 - Christián Herc, calciatore slovacco
- 1998 - Devin Lloyd, giocatore di football americano statunitense
- 1998 - Jerome Ngom Mbekeli, calciatore camerunese
- 1998 - Lorenzo Mora, nuotatore italiano
- 1998 - Yannis Ngakoutou, calciatore francese
- 1998 - Narve Gilje Nordås, mezzofondista norvegese
- 1998 - Nate Reuvers, cestista statunitense
- 1998 - Brandon Torrico, calciatore boliviano
- 1998 - Sofija Šiškina, calciatrice russa
- 1999 - Arón Canet, pilota motociclistico spagnolo
- 1999 - Sofia Cantore, calciatrice italiana
- 1999 - Romane Dicko, judoka francese
- 1999 - Feng Yu, nuotatrice artistica cinese
- 1999 - Henrik Larsson, velocista svedese
- 1999 - Shūto Machino, calciatore giapponese
- 1999 - Jeremias Meyer, attore tedesco
- 1999 - Jean-Baptiste Mourcia, pentatleta francese
- 1999 - Romal Palmer, calciatore inglese
- 1999 - Flávia Saraiva, ginnasta brasiliana
- 1999 - Mesto, disc jockey e produttore discografico olandese
- 1999 - Amit Suss, cestista israeliano
- 1999 - Hiroto Taniguchi, calciatore giapponese
- 1999 - Jordan Teze, calciatore olandese
- 1999 - Marthe Truyen, ciclocrossista e ciclista su strada belga
- 1999 - Berehanu Tsegu, mezzofondista etiope
- 1999 - Arthur Vincent, rugbista a 15 francese
- 1999 - Ersu Şaşma, astista turco
- 2000 - Pierre-Bertrand Arné, calciatore francese
- 2000 - Mouhamed Diop, calciatore senegalese
- 2000 - Tsigie Gebreselama, mezzofondista etiope
- 2000 - Tariq Lamptey, calciatore inglese
- 2000 - Alejo Osella, calciatore argentino
- 2000 - José Salinas Morán, calciatore spagnolo
- 2000 - Glenn van Straalen, pilota motociclistico olandese

## XXI secolo(23)
- 2001 - Sergio Arribas, calciatore spagnolo
- 2001 - Rafael William, calciatore brasiliano
- 2001 - Hanis Jaya Surya, tuffatore malese
- 2001 - Isaac Nuhu, calciatore ghanese
- 2001 - Dimitrije Obradinović, giocatore di football americano serbo
- 2001 - Afonso Eulálio, ciclista su strada portoghese
- 2001 - Gastón Ávila, calciatore argentino
- 2002 - Mohammed Abbas, calciatore emiratino
- 2002 - Kool-Aid McKinstry, giocatore di football americano statunitense
- 2002 - Levi Miller, attore e modello australiano
- 2002 - Eszter Muhari, schermitrice ungherese
- 2002 - Emiliano Viveros, calciatore argentino
- 2002 - Tara Würth, tennista croata
- 2002 - Maddie Ziegler, attrice e ballerina statunitense
- 2002 - Beéle, cantante colombiano
- 2003 - Loïc Lüthi, calciatore svizzero
- 2003 - Alberto Moleiro, calciatore spagnolo
- 2005 - Tadeáš Hájovský, calciatore slovacco
- 2005 - Thomas Jørgensen, calciatore danese
- 2005 - Sondos Mohamed, nuotatrice artistica egiziana
- 2005 - Ava Stewart, ginnasta canadese
- 2006 - Muriel Mohr, sciatrice freestyle tedesca
- 2007 - Andrea Rizzi, rugbista a 15 italiano

## Senza anno specificato(1)
- Manuela Custer, mezzosoprano italiano